# Módulo de Mando y Servicio de Apolo
El Módulo de Mando y Servicio o CSM (del inglés Command and Service Module) fue uno de los dos componentes principales de la nave espacial Apolo de los Estados Unidos, utilizada para el programa Apolo, que aterrizó astronautas en la Luna entre 1969 y 1972. En las misiones del Programa Apolo se denominaba Módulo de Mando y Servicio al vehículo encargado de transportar a los tres astronautas hasta la órbita de la Luna, mantenerlos allí y hacerlos regresar a la Tierra mediante un amerizaje controlado.
La cápsula Apolo tenía forma de cono, con una altura de 3,18 m y un diámetro en la base de 3,9 m y su peso, incluyendo a los tres astronautas, era de 5534 kilogramos. 
Sobre la cápsula, y separada por un escudo térmico, se localiza la torre de salvamento, la cual se separa de ella tras el lanzamiento si el vuelo se desarrolla con normalidad.
La razón de ser cónica residía en el perfil ideal, ya que al ser la punta del gigantesco Saturno V, debía atravesar las capas atmosféricas con el menor coeficiente de rozamiento, y la base moldurada tenía dos objetivos durante el regreso: dispersar el calor abrasador generado durante el roce con las capas altas de la atmósfera terrestre y disminuir la velocidad produciendo un efecto de frenado que permitiera un mejor control durante la reentrada, para lo cual se había variado el centro de gravedad de la misma haciendo que siempre cayese con la punta hacia arriba.
La cápsula iba envuelta en varios estratos del tipo “sándwich”, estando el más exterior formado por una capa elaborada con una aleación de acero y una colmena de acero inoxidable y una interior formada por dos láminas de aleación de aluminio y una colmena también de aluminio, separada de la capa externa por una capa de fibra de cristal aislante.
La parte exterior de la zona inferior o escudo térmico, estaba constituida por diversas capas, en forma de colmena, compuesta por acero inoxidable y resinas fenólicas y epoxídicas destinadas a absorber parte del vapor generado cuando alcanzaba los 40 000 km/h y más de 2700º al efectuar el reingreso en la atmósfera.

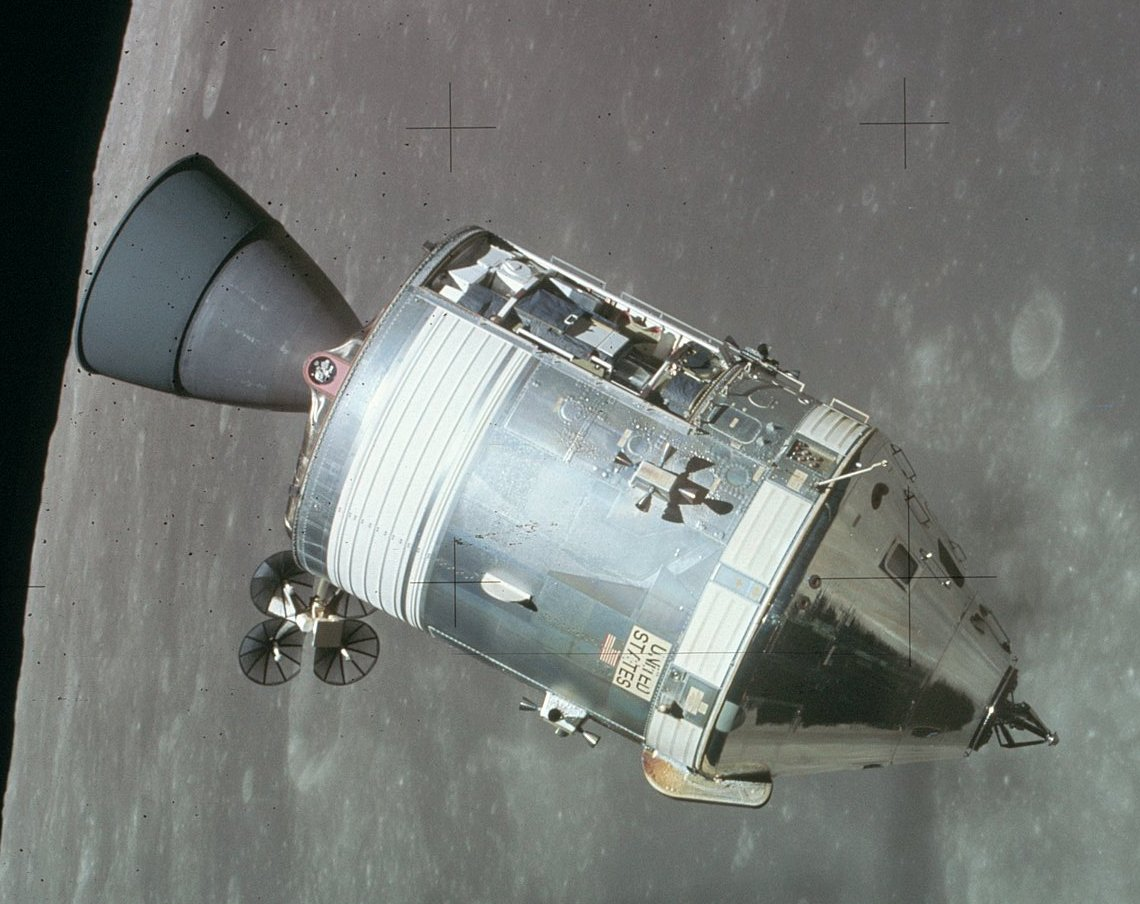
Fotografía del módulo de mando y servicio (CSM) del Apolo 15 en órbita lunar.

En la parte superior de la cápsula se encontraban el sistema de aterrizaje E.L.S. compuesto por los siguientes paracaídas de frenado: 2 paracaídas cónicos de frenado con fajas de nilón de 3,9 metros de diámetro y destinados a la estabilización; 3 paracaídas piloto de fajas anulares de nilón de 2,1 metros de diámetro destinados a extraer los paracaídas principales; 3 paracaídas principales de casquete esférico de 25 metros de diámetro. Un dispositivo automático de control eléctrico asegura que las fases de despliegue de los mismos se realicen en el tiempo y orden previsto, alcanzando la cápsula en el momento de contactar con la superficie del océano una velocidad remanente de solo 35 km/h.
El frenado final se iniciaba a una altura de unos 7000 metros, disparando la presión atmosférica un interruptor barométrico que controlaba la secuencia de los ocho paracaídas. Dos de los pequeños imprimían un pequeño frenado y estabilizaban el descenso.
A 3000 metros de altitud se soltaban los pequeños paracaídas estabilizadores y se abrían tres paracaídas piloto que provocaban la apertura de los tres paracaídas principales de color blanco-naranja que se encargaban de frenar definitivamente la caída del módulo.
También se localizan en el vértice del cono los tres globos de reequilibrio automático para enderezar el módulo una vez que este tocaba la superficie del océano, así como 2 de los 12 cohetes-motor para el ajuste de la cápsula en el espacio con una potencia cada uno de 42 kg.
La cabina propiamente dicha contenía el lugar en el que se situaban los astronautas durante el viaje, y disponía de un sistema de control de ambiente E.C.S. que proporciona una atmósfera de 100% de oxígeno a 0,35 kilogramos por centímetro cuadrado y controlaba asimismo la presión, humedad y temperatura interior que era de 24 grados, mientras en el exterior variaba entre los 138 y los -138 dependiendo de si la nave se encontrara o no expuesta a los rayos solares. 
Para evitar el riesgo de incendio durante la fase de despegue el ambiente era de una mezcla de oxígeno y nitrógeno, y de oxígeno puro a un tercio de atmósfera durante el vuelo por el espacio. 
El espacio habitable era de 5,90 metros cúbicos, en el que se localizaba el conjunto umbilical, el de bioinstrumentación, los dosímetros para la radiación, botiquín, equipo portátil de supervivencia y la instalación de control clínico, permitiendo que cada astronauta pudiese disponer de 1,97 metros cúbicos que era aprovechado para descansar en una especie de litera con tres posiciones, de reposo, pilotaje y de pie.
El sistema de control puede funcionar de forma manual o automática, y constituye además un sistema de referencia inercial de reserva compuesto por los siguientes componentes:
1. Tres giróscopos de posición sobre los tres ejes de referencia de la nave denominado B.M.A.G, dando lugar el cambio de posición a una orden del sistema de control de reacción para restablecer la posición deseada.
2. Tres giróscopos indicadores del ritmo de variación de posición denominado R.G.A.
3. Un acelerómetro de péndulo denominado A.A.G.A. unido a los tres B.M.A.G. que da la indicación sobre la aceleración de la nave para detener automáticamente el motor de propulsión.
4. Indicadores de ajuste de posición e inclinación deseada del motor de propulsión.
5. Indicadores de variación de velocidad remanente.
6. Dispositivo electrónico de proceso de datos del S.C.S.

El sistema de control de reacción R.C.S. proporciona el empuje necesario en la dirección debida para variar la posición de vuelo de la nave, de acuerdo con las órdenes recibidas del dispositivo automático S.C.S. con el sistema de guía y navegación o bien el mando manual del piloto.
Este sistema R.C.S. comprende dos subsistemas independientes de 6 motores de 42 kg de empuje cada uno, con un total de 12 motores, que funcionan en tándem, permitiendo que si uno de los sistemas falla el otro pueda controlar la nave. En el módulo de servicio S.M. se encuentran otros 16 motores más que también forman parte de este sistema, alimentados también por un propergol hipergólico de monometil hidracina que son utilizados como combustible y de tetróxido de nitrógeno como comburente.
El sistema de guía y navegación va coordinado con los sistemas de control y estabilización, con el de propulsión del módulo de servicio, el eléctrico, el de instrumental, ambiente y telecomunicaciones.
El sistema de comunicaciones permite realizar la misma entre la astronave Apolo y las estaciones de control situadas en la Tierra, entre el C.S.M. y el módulo lunar (LM), y entre el C.S.M. y los astronautas en misiones EVA. 
El equipo se compone de los siguientes grupos: 
1. Datos con proceso de señales, almacenaje y equipo de temporizadores, descodificador, telémetro de modulación de los impulsos codificados, y procesor de frenomodulación.
2. Electrónica en radiofrecuencia RF con transmisor VHF/FM y transceptor VHF/AM, transponder de banda C, equipo para banda S unificada, haz dirigido UHF y transceptor HF.
3. Antenas, omnidireccional para UHF, banda S, VHF dirigida, HF dirigida y banda C.
4. Intercomunicadores para la tripulación, con un sistema de control de audio y pupitre para el control del mismo.

El pupitre del sistema de control y mando se encuentra localizado sobre los asientos de los astronautas facilitando con ello su manejo. Los mandos y controles de la parte izquierda corresponden a los sistemas de propulsión, estabilización, reingreso, seguridad y detección de emergencias, junto al ordenador electrónico (Apollo Guidance Computer), los indicadores de altura, posición de vuelo y velocidad.
En el centro del pupitre se localizan los mandos del sistema de audio, ambiente y controles de reacción, a cuyo lado están las comunicaciones y los sistemas de telemetría, así como los indicadores de oxígeno, cantidad de propergol, de presión y temperatura de la cabina. 
La nave contaba con un sistema de pilotaje con más de 500 interruptores, 40 indicadores y al menos 70 luces, encontrándose los dispositivos principales duplicados para mayor seguridad que controlan el sistema de estabilización y control S.C.S. encargado de mantener la posición de vuelo de la nave y el empuje deseado del motor de propulsión del módulo de servicio.
También dispone de un sistema de acoplamiento del C.S.M. al módulo lunar que se encuentra localizado en el vértice del módulo y sobre el departamento de paracaídas, y que consta de un dispositivo cónico articulado de guía, que se extiende al establecer el contacto para alinear perfectamente el módulo de mando y servicio, con módulo lunar y el anillo de encaje y fijación.
Una vez realizado el acoplamiento para el paso de un módulo al otro, los astronautas equilibran las presiones en ambas cabinas, desmontando a continuación el mecanismo de acoplamiento para dejar el paso libre del túnel de transferencia de la tripulación.
Existían cinco aberturas que permitían la visión exterior, dos situadas a derecha e izquierda y una incorporada a la escotilla de acceso, todas ellas dotadas de un cristal especial que amortiguaba la luz exterior, impedía la entrada de radiaciones nocivas y protegía el interior del choque con micrometeoritos.
Los víveres destinados a los astronautas consistían en pequeñas bolsas de plástico con alimentos desecados, a los que se añadían agua caliente o fría según el caso. El agua se obtiene como un producto secundario de las pilas de combustible, y las materias de desecho orgánicas eran eliminadas por el subsistema correspondiente.

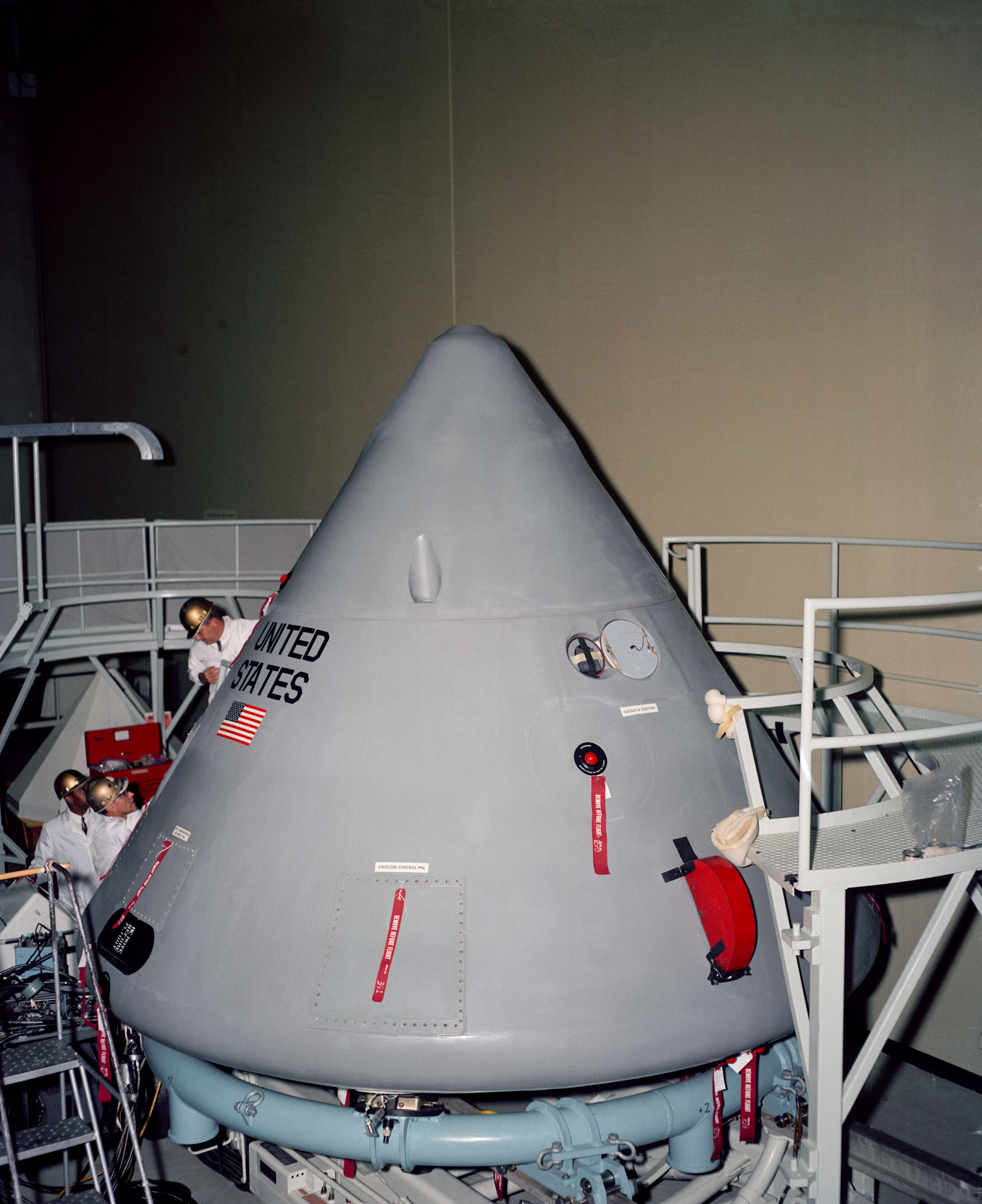
Un CSM Bloque I.

El equipo de supervivencia para caso de emergencia tras el amerizaje consistía en una balsa hinchable, emisora de radio, un dispositivo desalinizador de agua, así como botiquín y 7 litros de agua potable.

## Módulo de mando y servicio Bloque I
El CSM Bloque I fue la primera versión de CSM, construida para vuelos de prueba en órbita. No disponía de la esclusa frontal para el acoplamiento con el módulo lunar de las versiones posteriores. Tras el incendio producido durante las pruebas de la misión Apolo 204 (luego renombrada Apolo 1) que mató a tres astronautas y que utilizaba un CSM Bloque I, este tipo de CSM dejó de usarse en misiones tripuladas.

## Nombre de los módulos de mando C.M. de cada una de las misiones Apolo
- Apolo 9 Gumdrop CSM-104
- Apolo 10 Charlie Brown CSM-106
- Apolo 11 Columbia CSM-107
- Apolo 12 Yankee Clipper CM-108
- Apolo 13 Odyssey CM-109
- Apolo 14 Kitty Hawk CM-110
- Apolo 15 Endeavour CM-112
- Apolo 16 Casper CM-113
- Apolo 17 América CM-114